# Castrezzato
Castrezzato ist eine norditalienische Gemeinde (comune) mit 7713 Einwohnern (Stand 31. Dezember 2023) in der Provinz Brescia in der Lombardei. Die Gemeinde liegt etwa 20 Kilometer westsüdwestlich von Brescia in der Brescianer Tiefebene.

## Verkehr
Durch Castrezzato führt die frühere Strada Statale 11 Padana Superiore, die heute zur Provinzstraße heruntergestuft wurde. Von 1932 bis 1956 bestand ein Bahnhof an der Bahnstrecke Cremona–Iseo. Der Autobahnneubau der BreBeMi von Brescia nach Mailand besitzt in Castrezzato eine Anschlussstelle.
Auf dem Gebiet der Gemeinde befindet sich die Motorsport-Rennstrecke Autodromo di Franciacorta.